# Leopoldia cycladica
Leopoldia cycladica är en sparrisväxtart som först beskrevs av Peter Hadland Davis och D.C. Stuart, och fick sitt nu gällande namn av Fabio Garbari. Leopoldia cycladica ingår i släktet Leopoldia och familjen sparrisväxter.

## Underarter
Arten delas in i följande underarter:
- L. c. cycladica
- L. c. subsessilis